# José de Madrazo y Agudo
José Madrazo y Agudo (Santander, 22 de abril de 1781 – Madrid, 8 de maio de 1859 foi um pintor espanhol tanto barroco como neoclassicista. Pai de Federico de Madrazo y Kuntz e avô de Raimundo de Madrazo y Garreta.

## Biografia
Nasceu em Santander, na Espanha, e estudou na Real Academia de Belas-Artes de São Fernando, a qual, posteriormente, dirigiu, em Roma e em Paris. Em Paris foi aluno de David d'Angers, pessoa que o viria a marcar profundamente durante a sua carreira artística.
Assistiu à passagem do Século das Luzes e do Barroco, da opulência e riqueza, para o século onde a industrialização vigora, onde tudo se torna mais fácil e se trabalha somente a pensar na simplicidade e funcionalismo, e, consequentemente, vários estilos artísticos se confundem e difundem.
Iniciou, lado a lado com José Aparício Inglada, a corrente pictórica histórica patriótica, uma corrente artística neoclássica, com base em temas patriotistas.
Também cultivou o retrato e foi pintor de câmara de Carlos IV. Este facto vem situá-lo entre os melhores representantes da pintura neoclássica.